# Saga Heiðarvíga
La Saga Heiðarvíga (o La història dels assassinats d'Heiðar), també anomenada Víga-Styrs saga ok Heiðarvíga (Saga de Styr l'Assassí i la matança d'Heiðar), és una de les sagues islandeses, i alguns especialistes la'n consideren la més antiga.

## Trama
La primera part tracta sobre un bóndi, anomenat Styr Torgrímsson, que s'enfronta al destí quan el mata un jove, Gestur Þórhallsson, en venjança per la mort de son pare. La segona part narra un conflicte entre els habitants d'Húnavatnssýsla i Borgarfjördur.

## Època i principals protagonistes
La saga cobreix un període històric de l'Estat Lliure d'Islàndia entre 1005 i 1014, i amb la Saga Eyrbyggia, Saga de Laxdœla, Saga de Víga-Glúms i Saga de Njál, mostren un període de molta violència i el protagonisme dels grans caps vikings del moment, Snorri godi Torgrímsson, el seu sogre Styr Torgrímsson, Gísli Torgautsson i el seu clan, els Gíslungar d'una banda; i Bárdur Gudmundsson i Ljótur Þorbjörnsson (n. 980) de Lángadalur, i Austur-Húnavatnssýsla, de l'altra.

## Conservació
Està mal conservada, ja que dotze fulls de l'únic manuscrit es cremaren en l'incendi de Copenhaguen del 1728. Aquesta part només es coneix pel sumari redactat de memòria per Jón Ólafsson, autor d'una còpia que se'n perdé junt amb l'original.